# Mid East Jet
Mid East Jet, Inc. (que opera como Mid East Jet) es una aerolínea chárter con sede en Yeda, Arabia Saudita. Es una línea aérea clase premium de propiedad privada, opera servicios regulares y chárter nacionales e internacionales. Su base principal es el aeropuerto internacional Rey Abdulaziz de Yeda.

## Flota
La flota Mid East Jet se compone de las siguientes aeronaves (agosto de 2014):
- 1 Airbus A318-100 Elite (operado por la Media Luna Roja Árabe)
- 1 Airbus A319CJ (operado por Masterjet)
- 2 Boeing BBJ 1
- 2 Boeing BBJ 2
- 1 Boeing 757-200
- 2 Boeing 767-200ER
- 1 Boeing 777-200ER
- 1 McDonnell Douglas MD-11 (operado por Asasco Aviation; actualmente almacenado)